# Century Plaza Towers
Les Century Plaza Towers sont deux tours jumelles de 44 étages, 571 pieds (174 mètres)  situés à Century City, Californie. Ce sont les plus hauts bâtiments de Californie à l'extérieur du centre-ville de Los Angeles et de San Francisco.   

## Historique
En 1940, Darryl F. Zanuck nouveau directeur de la production de 20th Century Fox fait acheter un terrain de golf mitoyen des Fox Studios qui sont agrandi à 260 acres (105,22 ha). En mai 1958, le studio alors en difficulté financière cherche à revitaliser le terrain situé au nord de l'Olympic Boulevard et simule une cérémonie de pose de première pierre pour un projet immobilier, nommé Century City. Le terrain est vendu à la société Alcoa en 1961 pour 43 millions d'USD et le premier édifice, le Gateway West est inauguré le 25 septembre 1963.

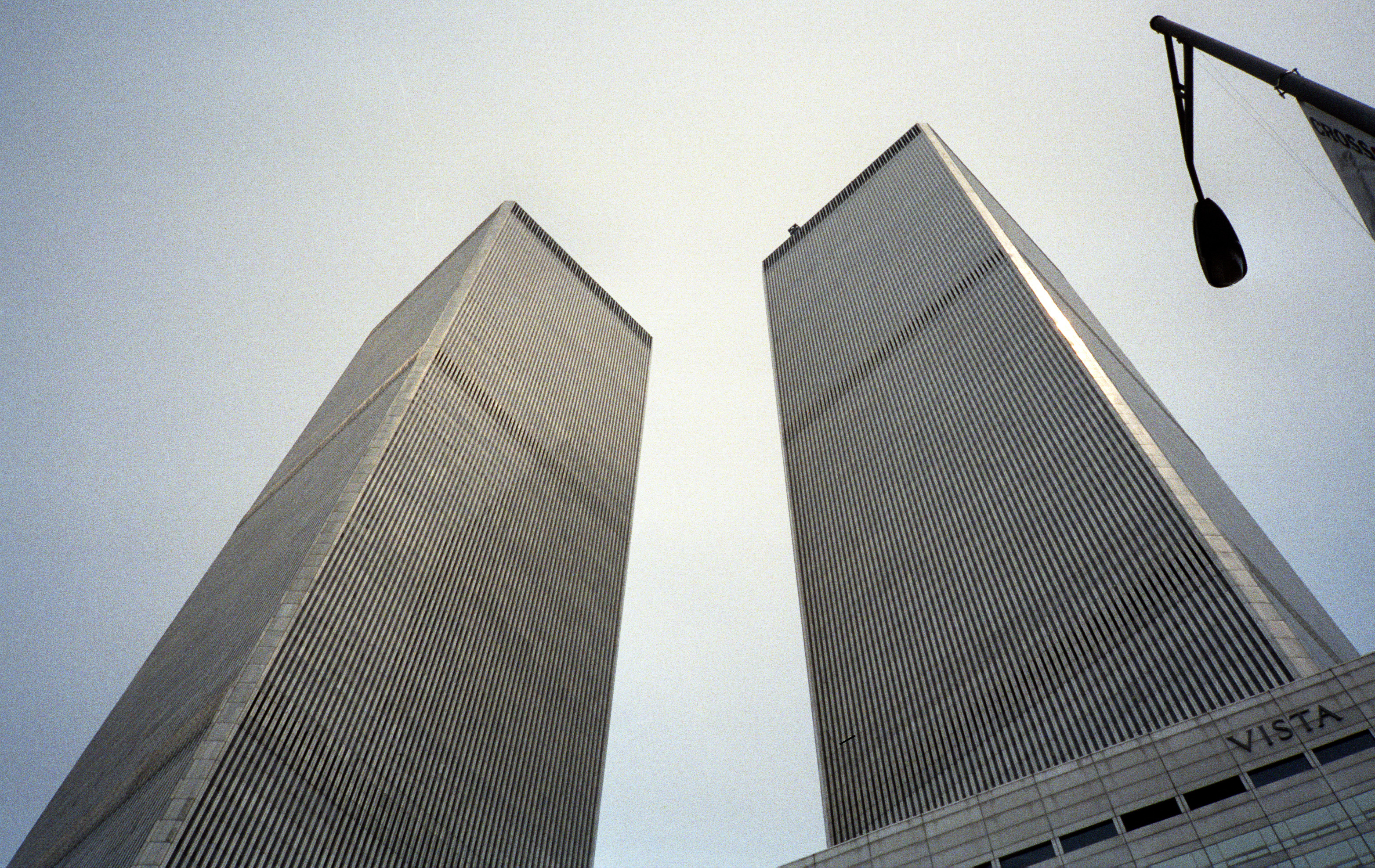
Le World Trade Center de Minoru Yamasaki à New York en 1992.

Commandées par Alcoa, les tours ont été conçues par l'architecte Minoru Yamasaki et la construction s'est achevée en 1975. Les tours ressemblent au World Trade Center new-yorkais de Yamasaki dans leurs lignes verticales noires et grises et l'utilisation d'extérieurs en aluminium. La principale différence avec leurs homologues détruites en 2001 est l'empreinte triangulaire inhabituelle mais sont des points de repère clairement visibles autour du Los Angeles Westside. Leur importance dans l'horizon de Century City a été réduite ces dernières années avec l'ajout de nouveaux gratte-ciel qui bloquent partiellement leur vue. Néanmoins, les tours Century Plaza restent les bâtiments les plus hauts de Century City et les plus hauts gratte-ciel du sud de la Californie en dehors du centre - ville de Los Angeles. Les tours sont situées au sommet de l'un des plus grands parkings souterrains au monde, avec une capacité d'environ 5 000 voitures,.

## Dans la culture populaire
À l'instar de la tour Fox Plaza toute proche et siège social des Fox Studios qui est le théâtre de l'action du film Piège de cristal (1988), les deux tours ont servi de décors pour plusieurs productions.  
Pour le cinéma, les tours sont présentes au générique de fin Piège de cristal (1988), Coups pour coups (1990) et The Green Hornet (2011). Leurs premières apparitions est un épisode de Barnaby Jones de 1974 intitulé Dark Legacy où les bâtiments sont en construction. Dans le film Fight Club (1999), les deux tours sont les derniers immeubles détruits.
À la télévision, les tours étaient le siège du détective privé fictif Remington Steele, le personnage principal de la série éponyme NBC, qui s'est déroulée de 1982 à 1987. Presque chaque épisode comprenait un plan extérieur établissant les tours.  
Les bâtiments ont également été utilisés à Melrose Place comme bureau de l 'entreprise de Lexi Sterling, Sterling Advertising. Ils ont également été vus dans la loi de Burke. 
Les tours ont également servi de toile de fond à plusieurs publicités télévisées, y compris des publicités pour Samsung, Buick, Volvo et Kia Motors.    
Les bâtiments ont été utilisés pour la couverture de l’album Going for the One de Yes (1977). En 1979, Olivia Newton-John y a tourné le clip de la chanson-titre de son album Totally Hot. En 1981, les bâtiments ont été utilisés dans un Bumper de la boule d'argent pour Nickelodeon.  